# Татищев, Дмитрий Павлович
Дми́трий Па́влович Тати́щев (1767 — 16 (28) сентября 1845, Вена) — действительный тайный советник, обер-камергер, член Государственного совета, сенатор, чрезвычайный посланник в Неаполе (1802—1803 и 1805—1808) и полномочный министр при разных дворах: в Испании (1812—1821), посол в Австрии (1822—1841); почётный член Академии художеств, коллекционер и знаток искусства. Первый в России кавалер старейшего в Европе ордена Золотого руна (1816).

## Биография
Представитель старшей (не графской) ветви рода Татищевых (Рюриковичи). Сын капитан-поручика лейб-гвардии Преображенского полка, а затем надворного советника Павла Сергеевича Татищева, от брака с Марией Яковлевной Аршеневской, дочерью нижегородского губернатора Я. С. Аршеневского. Внучатый племянник петербургского градоначальника А. Д. Татищева и государственного канцлера М. И. Воронцова. Двоюродный брат литератора П. П. Бакунина.
Получил домашнее образование. В начальном устройстве его карьеры живое участие принимала его тётка, княгиня Дашкова. В 1780 году был корнетом в Конной гвардии, в 1791 году — волонтёром в армии Потёмкина. В следующем году начал свою дипломатическую карьеру на должности поверенного в делах в Константинополе. В 1794 году участвовал в военных действиях в Польше и за штурм Варшавы получил орден св. Георгия 4-й степени.
В царствование Павла I быстро возвысился: в 1796 году из ротмистров пожалован в действительные камергеры, а через три года назначен членом Коллегии иностранных дел с чином тайного советника.
При Александре I был посланником в Неаполитанском королевстве и в Сицилийском королевстве в 1802 году и с 1805 по 1808 годы. Проявил исключительные дипломатические способности для спасения экипажа российского фрегата «Венус», пришедшего в Палермо на ремонт и после начала англо-русской войны заблокированного в порту английской эскадрой (5 линейных кораблей и 2 фрегата) в декабре 1807 года. Когда в ответ на ультиматум британского вице-адмирала Торнброу о сдаче командир фрегата капитан-лейтенант К. И. Андреянов и офицеры корабля на военном совете решили обороняться до последнего, а затем взорвать корабль, Татищев сумел на личной встрече с королём Фердинандом III организовать временную передачу «Венуса» «на хранение» под флаг Сицилийского королевства, а для экипажа — беспрепятственное возвращение в Россию.
Затем пожалован в 1810 году в сенаторы, а в 1812 году назначен чрезвычайным посланником и полномочным министром в Мадрид, куда прибыл лишь в 1814 году. Являлся членом камарильи. По мнению многих современников, якобы пагубно влиял на короля, толкая его на путь реакции. Иностранные послы в Мадриде сообщали своим правительствам:
Влияние русского посланника царствует здесь исключительно. Король спрашивается во всех существенных его делах, даже касающихся только Испании. Ни один министр не пользуется такой доверенностью, и если им приходится предложить Королю что-то особенное, они предварительно сносятся с Татищевым.
Ходили нелепые слухи о том, что Татищев был любовником короля, но они не имели под собой никаких оснований. Причина доверия Фердинанда VII к Татищеву состояла в попытках укрепления за счёт союза с Россией международных позиций Испании после Венского конгресса и желании выйти из изоляции, в которой она оказалась, отказавшись подписать заключительный акт конгресса.
Сам Татищев был уверен в том, что Россия выиграет от союза с Мадридом, поскольку он будет способствовать ослаблению позиций Великобритании, соперника России в Европе, улучшению торговых отношений с Испанией и активизации деятельности русских в Америке. Благодаря ему в Испании была принята частичная амнистия либералов, была предпринята попытка экономических реформ. Татищев предлагал ввести в стране конституцию. Татищев действовал в соответствии с планом И. А. Каподистрии в отношении Испании. После Аахенского конгресса 1818 года, когда планы Каподистрии потерпели крах, Россия отдала приоритет в решении испанских проблем Англии. Татищев не видел смысла далее оставаться на посту посланника и просил о возвращении в Россию. Испанию он покинул в октябре 1819 года.

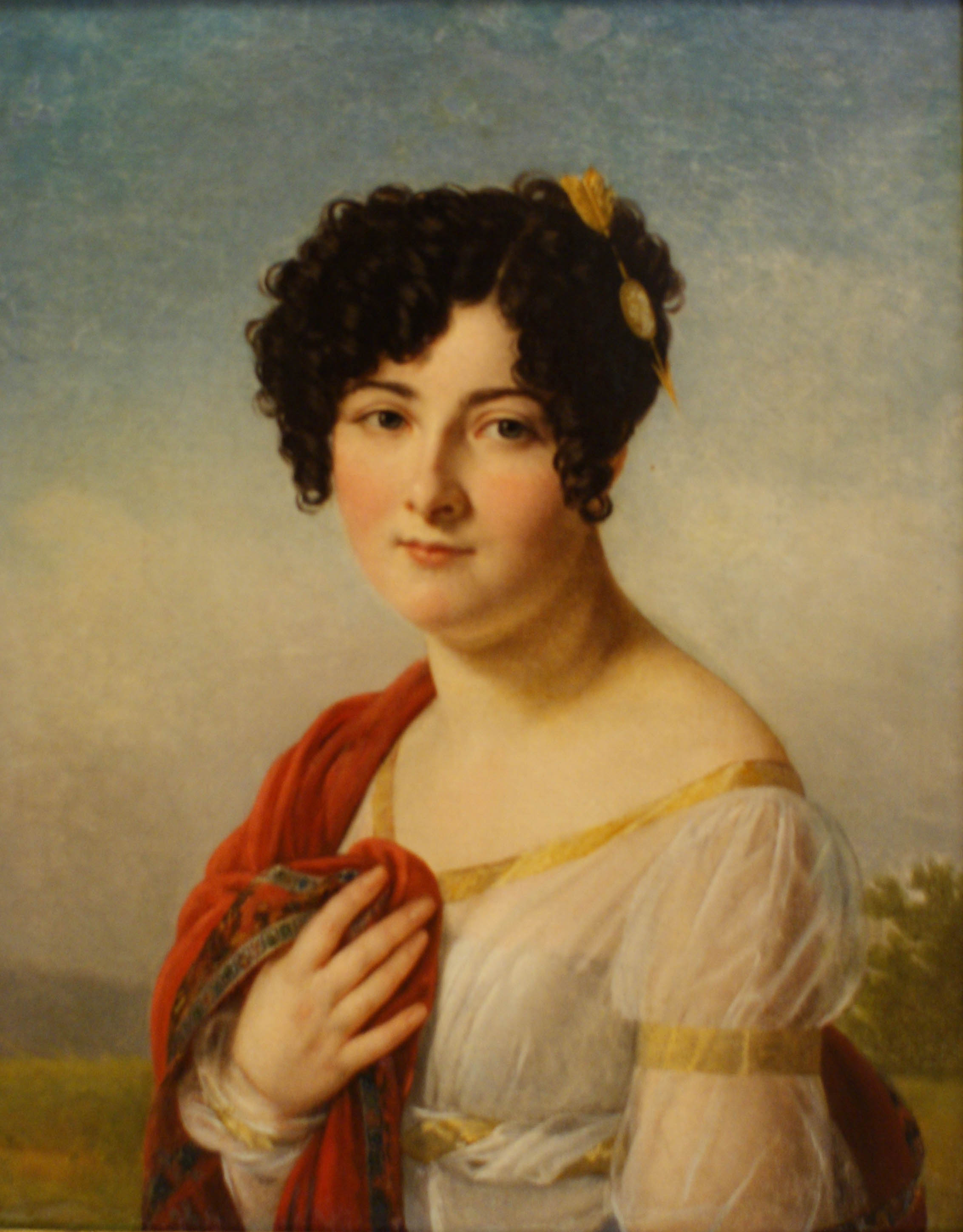
Юлия Татищева на портрете Жерара

В 1810 году Татищев вступил в брак с красавицей-полькой Юлией Конопкой, воспетой поэтом П. А. Вяземским. Детей у них не было, однако от более ранней связи с Натальей Колтовской (1773—1834) у Татищева остались сыновья Павел (1798—1870) и Владимир (1802—1884), получившие фамилию Соломирских.
В 1819 году Татищев был произведён в действительные тайные советники, в 1821 году назначен посланником в Гаагу, но туда не поехал, в 1822 году был полномочным на конгрессе в Вероне и затем назначен послом в Вену, где и оставался до 1841 года, причём 6 декабря 1838 года был назначен членом Государственного совета, хотя планы его простирались и далее. Барон М. А. Корф вспоминал:
Было время, что публика предназначала его в председатели Государственного Совета: сам же он простирал свои виды на звание государственного канцлера, даже до такой степени, что возведение в этот сан графа Нессельрода счел для себя смертельным оскорблением.
В 1821—1823 годах построил и до самой смерти владел большим доходным домом на Кузнецком Мосту в Москве, фасад которого был включён в Архитектурный альбом лучших московских зданий (дом сохранялся до 1941 года как часть Солодовниковского пассажа).

## Последние годы
Потеря зрения заставила его отказаться от дипломатического поприща, и 15 апреля 1841 года он был сделан обер-камергером. В то время ему было уже 74 года, и он имел все русские ордена, до алмазных знаков
ордена св. Андрея Первозванного включительно, и, кроме того, иностранные ордена
св. Стефана, Анунциаты и
Золотого руна.
He чуждый «природной спеси», в Вене Татищев жил богатым русским барином и совершенно расстроил своё хорошее состояние; гостиная его охотно посещалась тамошней аристократией. Литератор Николай Греч, посетивший Вену 1837 году, писал:
Татищев принимал меня с благосклонностью и радушием истинного русского вельможи… он живет в великолепном и просторном доме князя Лихтенштейна. Комнаты убраны богато и со вкусом. Особенно блистательна рыцарская зала… в углах ее стоят во всеоружии статуи рыцарей, конные и пешие. Но всего замечательнее у него коллекция картин первых мастеров.

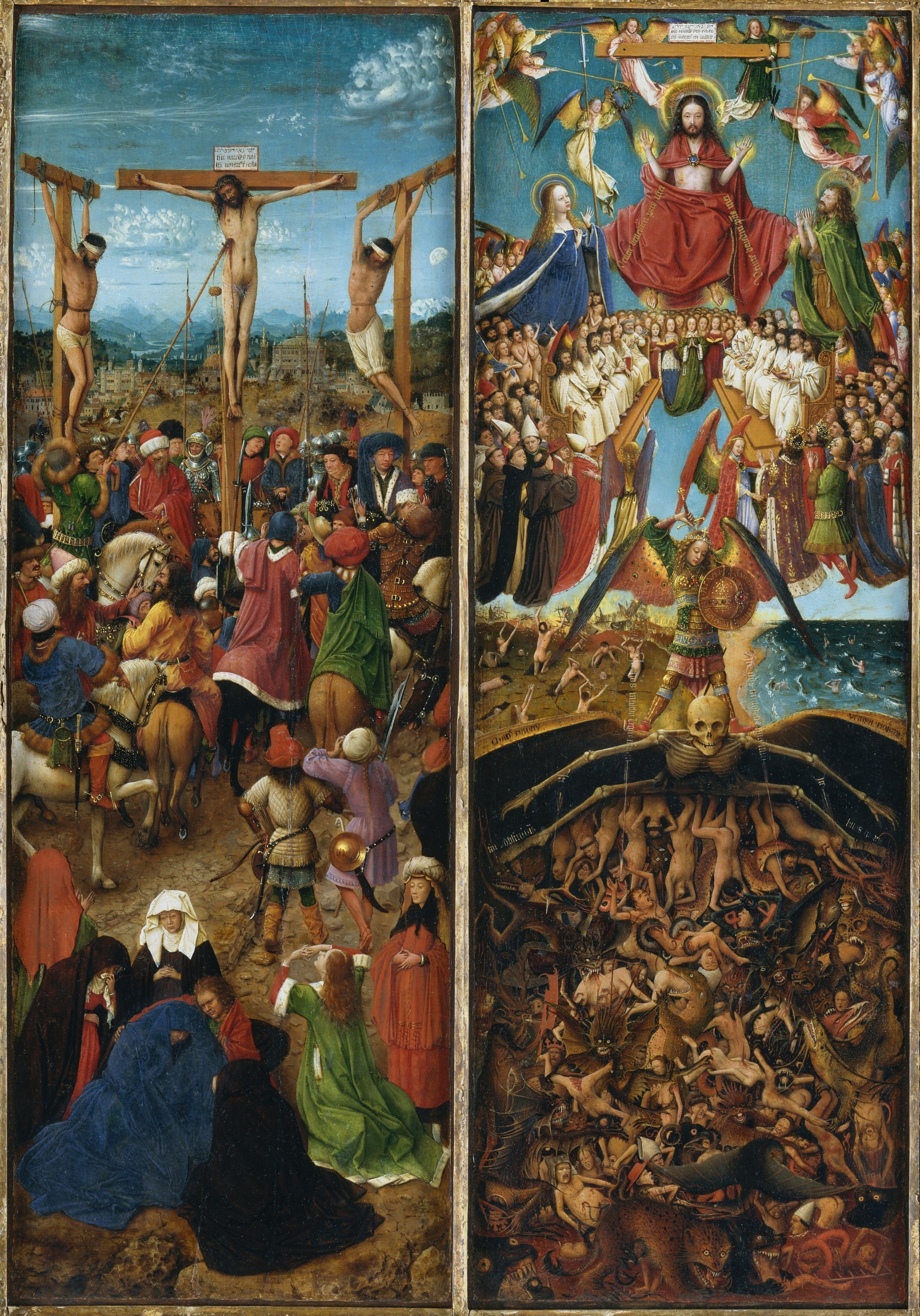
Татищевский диптих работы Яна ван Эйка

По свидетельству Корфа, «среди тамошней блестящей аристократии дом его долго считался первым по богатству, роскоши и вкусу». По возвращении в Россию старик заседал в Государственном совете, где, по воспоминаниям М. А. Корфа, «не произносил никогда ни одного слова»; его молчаливость приписывали неопытности в вопросах внутренней политики и плохому знанию собственной страны.
Ленивый в доме, близорукий, но деятельный духом, по словам современников и его подчиненных, особенно искренне любившего его А. Я. Булгакова, начавшего службу при нём в Неаполе, Татищев был редким начальником, человек умный, добрый, благородный и снисходительный. Слабохарактерный, он доступен был, однако, стороннему влиянию, любивший пышность и знаки отличия, он особенно гордился званием бальи ордена св. Иоанна Иерусалимского.
Последние годы жизни он провёл на попечении преданного слуги, француза Прево, в положении, близком к нужде, и скончался в его доме в Вене 16 сентября 1845 года. Похоронен был в селе Татищевом Погосте Ростовского уезда Ярославской губернии. На могиле его не было ни памятника, ни решётки.

## Награды
Российские:
- Орден Святого Георгия 4 ст. (01.01.1795)
- Орден Святой Анны 1 ст. (1803)
- Орден Святого Владимира 2 ст. (1803)
- Орден Святого Александра Невского (1817)
- Бриллиантовые знаки к Ордену Святого Александра Невского (1825)
- Орден Белого орла (1828)
- Орден Святого Владимира 1 ст. (1828)
- Орден Святого Андрея Первозванного (1830)
- Алмазные знаки к Ордену Святого Андрея Первозванного (1835)
- Знак отличия за L лет беспорочной службы

Иностранные:
- Испанский орден Золотого руна (1816)
- Австрийский Королевский венгерский орден Святого Стефана, большой крест (1823)
- Неаполитанский орден Святого Януария
- Сардинский Высший орден Святого Благовещения

## Коллекционер и меценат

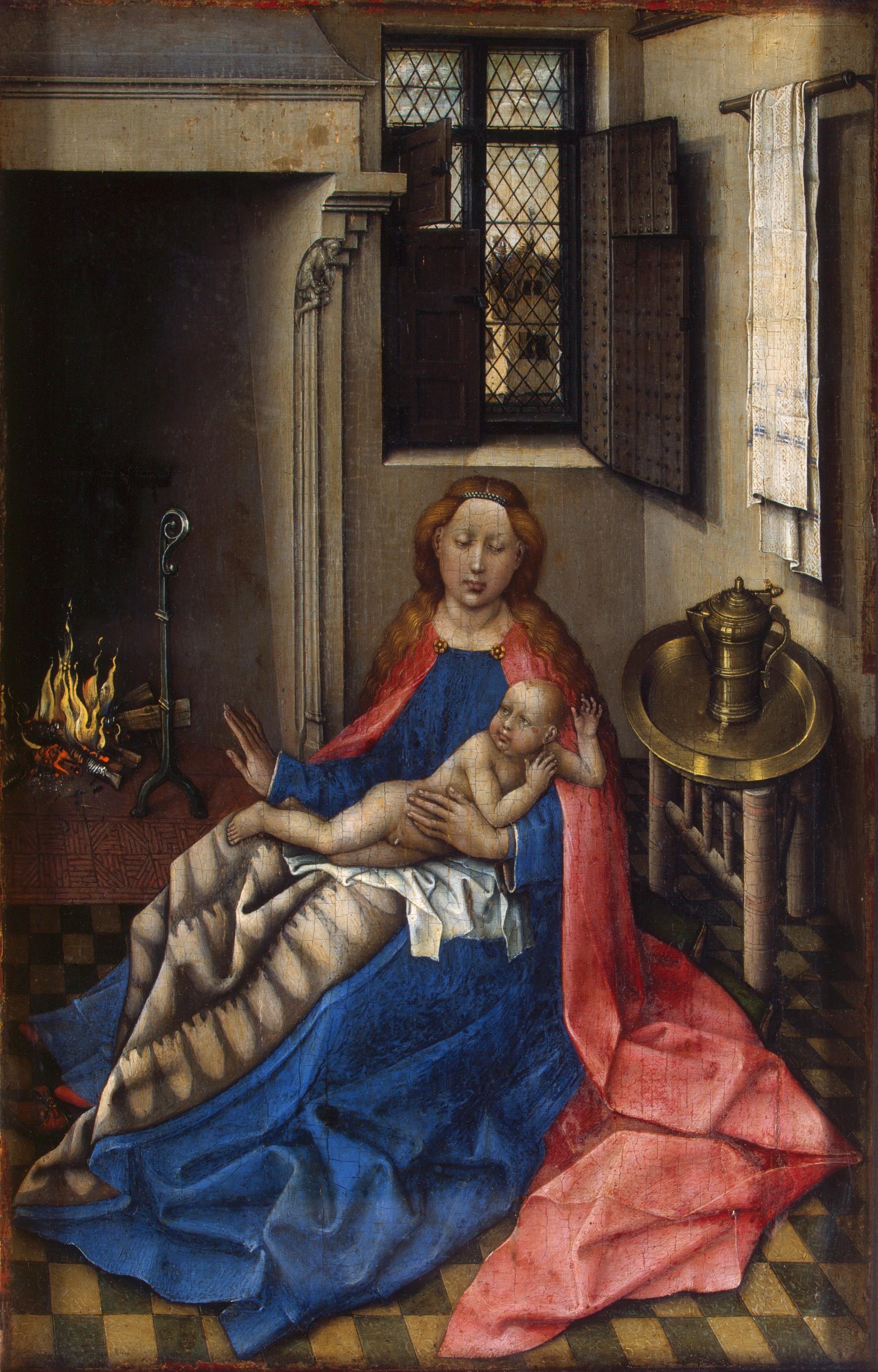
Створка диптиха Робера Кампена, поступившего в Эрмитаж из татищевского собрания

В 1802 году Д. П. Татищев пишет прошение на получение разрешении на строительство в родовом имении с. Татищев Погост каменной церкви. Храм строится на средства Татищева в период 1802-1810 гг. В связи с отъездом Дмитрия Павловича его брат Сергей Павлович на имя Ярославского архиепископа Антония подал прошение об освящении церкви. Храм был освящен во имя Преподобного Сергия Радонежского. В середине XIX века изначально отдельно стоящая колокольня была соединена с храмом трапезной. В таком виде храм сохранился до наших дней. Согласно завещанию Д. П. Татищева он был погребен у восточной апсиды храма. Стараниями прихожан на место погребения установлена новая надгробная плита.  
Татищев относился к типу коллекционеров — просвещённый дипломат-собиратель. Такими были русский посол во Флоренции Н. Ф. Хитрово, посол в Риме А. Я. Италинский, лондонский посланник С. Р. Воронцов, посол в Вене Д. М. Голицын и другие. Татищев был тонкий знаток и страстный коллекционер произведений искусства, которые, по собственному признанию, начал собирать во время проживания в Мадриде:
Вторжение французов имело последствием ниспровержение разных знатных и богатых домов, вынужденных обстоятельствами распродать свои имущества, так что многие вещи, в особенности редкие картины, отдаваемы были за бесценок, тогда как в другое время они бы не были проданы. Потом в течение 20-летней дипломатической моей службы в Вене я имел много случаев приобресть разные картины и другие художественные старинные и редкие вещи с большим удобством за неимением соперничества в приобретателях и любителях.
В его собрании были картины, подписанные именами Ван Эйка, Рафаэля, Леонардо да Винчи. В XX веке от некоторых из этих атрибуций не осталось и следа.[прояснить]
Всю жизнь Татищев был опутан долгами. В Петербурге его доверенным лицом был племянник П. А. Урусов. По просьбе Татищева он нередко закладывал и перезакладывал его многочисленные, усыпанные бриллиантами, ордена. После смерти Татищева долги его составили 30 тысяч. Но он озаботился построить в Петербурге причудливый дом на Караванной (снесён в советское время) и перевезти туда свои коллекции. По его завещанию они перешли в распоряжение Императорского Эрмитажа.